# Капитан (хоккей с шайбой)

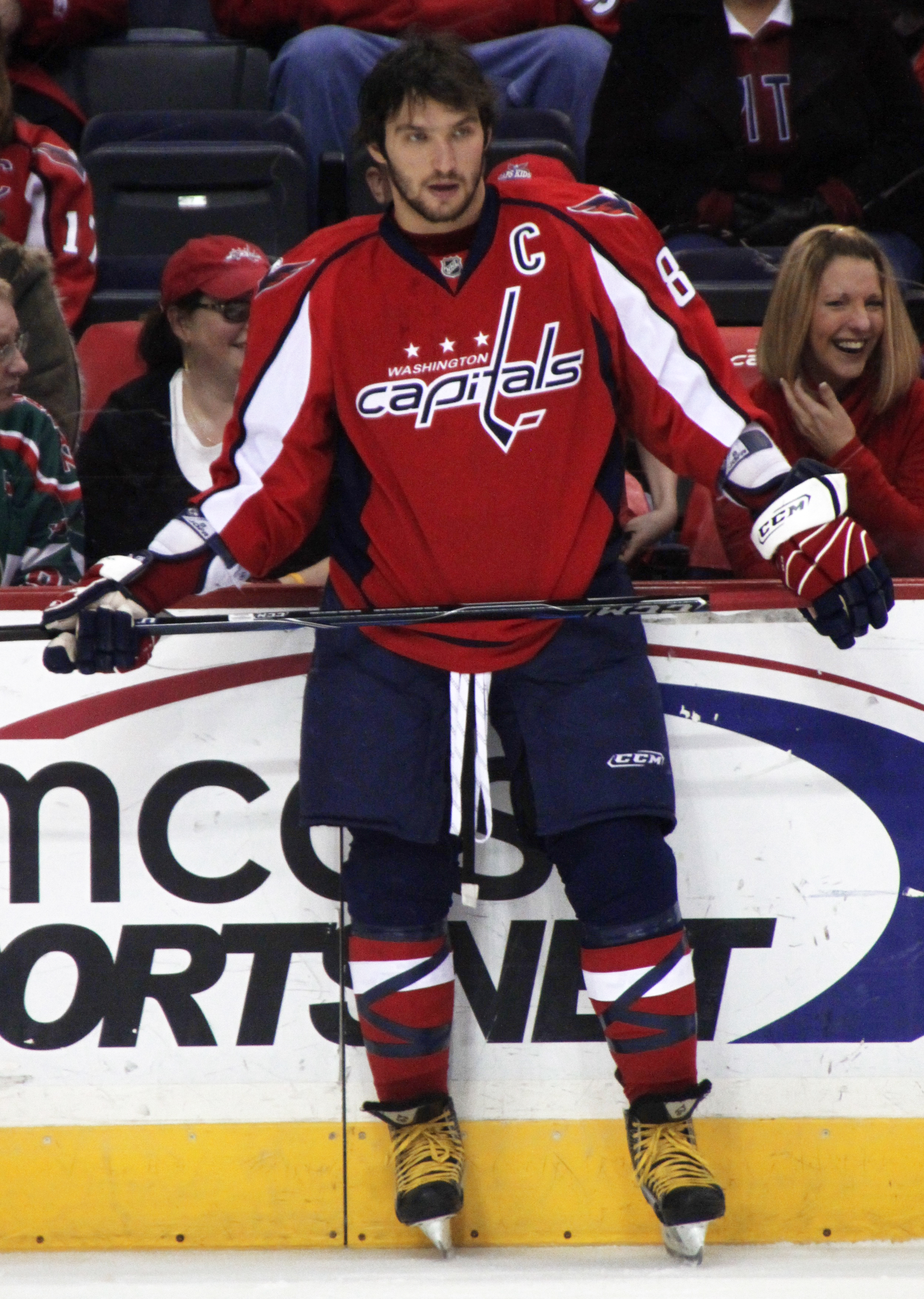
Александр Овечкин — капитан «Вашингтон Кэпиталз» с буквой C на свитере

Капита́н в хоккее с шайбой — полевой игрок хоккейной команды, наделённый особыми полномочиями. Представляет интересы команды в спорных ситуациях. Только капитан имеет право обсуждать принятые главным судьёй решения с ним самим. Отличается от других игроков своей команды наличием буквы «К» («C» в латинской транскрипции) на свитере, на груди с левой стороны. Капитан, как правило, выбирается в начале каждого нового сезона, на общем собрании команды.
Согласно правилам ИИХФ и НХЛ вратарей нельзя назначать ни капитанами, ни альтернативными капитанами. В НХЛ данное правило связано с именем вратаря «Монреаль Канадиенс» Билла Дёрнана, который был капитаном команды в сезоне 1947/48. Дёрнан достаточно часто обращался к судьям с вопросами, что приводило фактически к незапланированным тайм-аутам, против чего выступили соперники «Канадиенс». После этого НХЛ приняло правило, запрещающее вратарям выполнять функции капитана. В качестве исключения можно привести Роберто Луонго («Ванкувер Кэнакс» в сезоне 2008/09), при этом Луонго был лишь номинальным капитаном, все функции за него выполняли полевые игроки.

## Альтернативный капитан

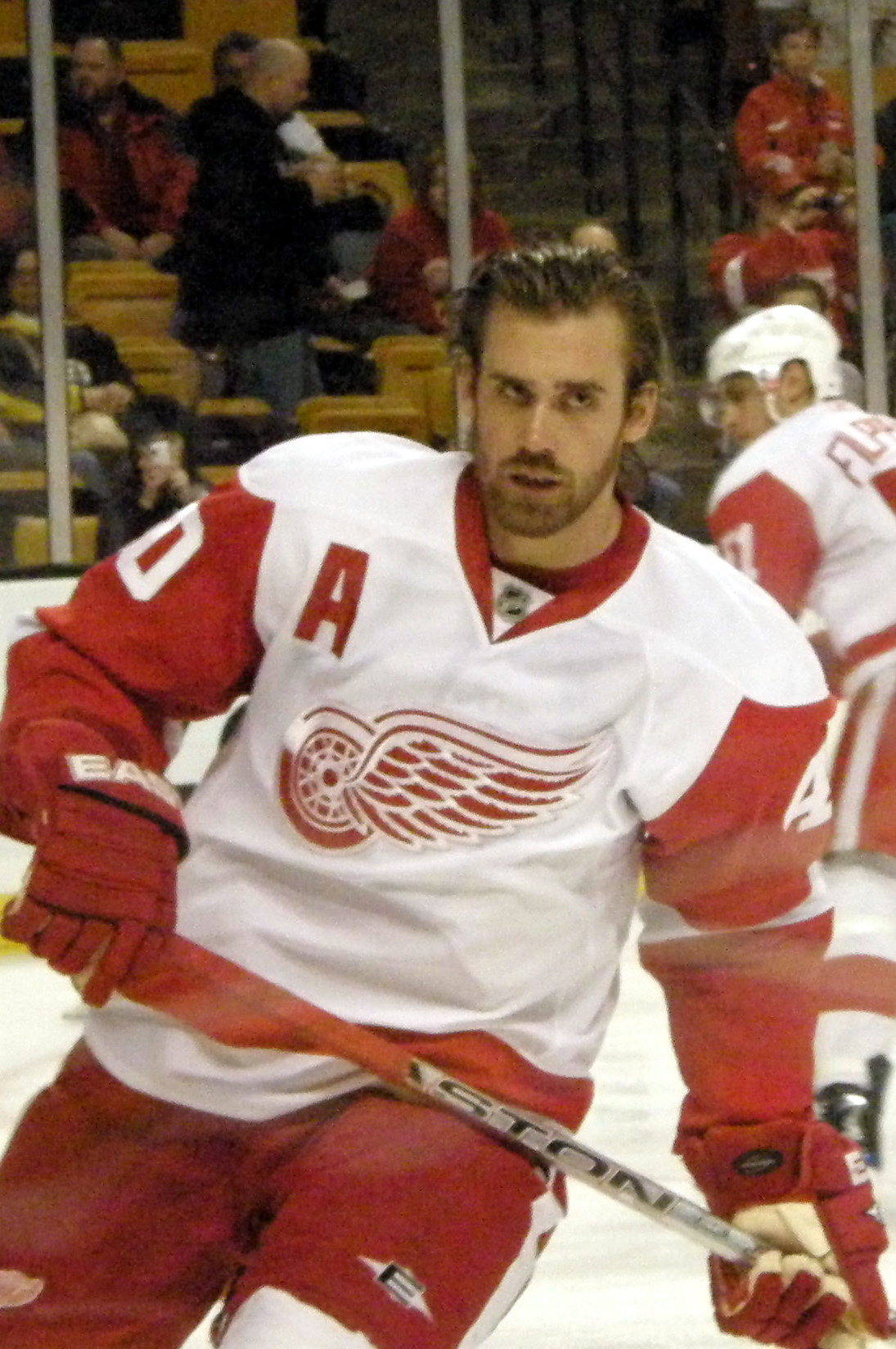
Хенрик Зеттерберг — альтернативный капитан «Детройта» в сезоне 2007/08

Альтернативный капитан (англ. alternate captain), или вице-капитан — один из нескольких полевых игроков хоккейной команды, выполняющих функции капитана и имеющих его права во время отсутствия капитана по какой-либо причине (штраф, травма). Альтернативный капитан отличается от других игроков своей команды наличием буквы «А» на свитере, на груди с левой стороны.